# Philipp von Cobenzl

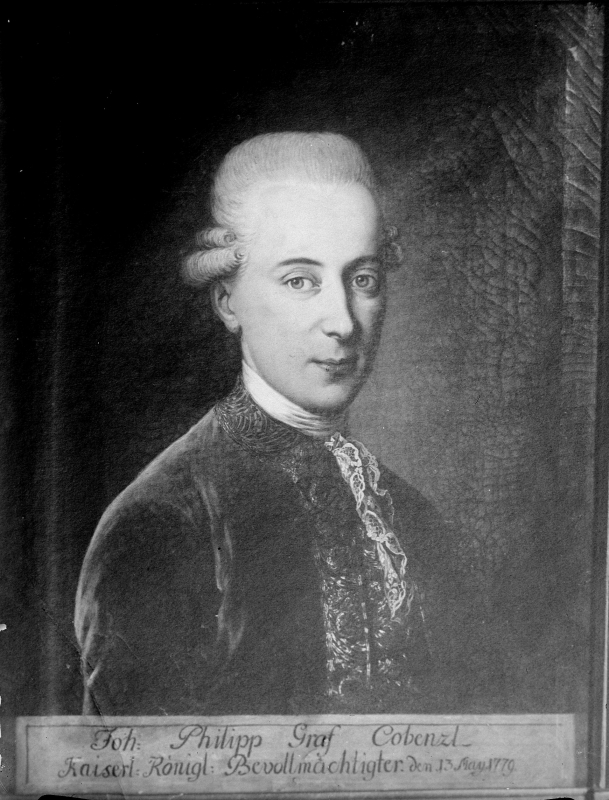
Johann Philipp Graf Cobenzl (1779)

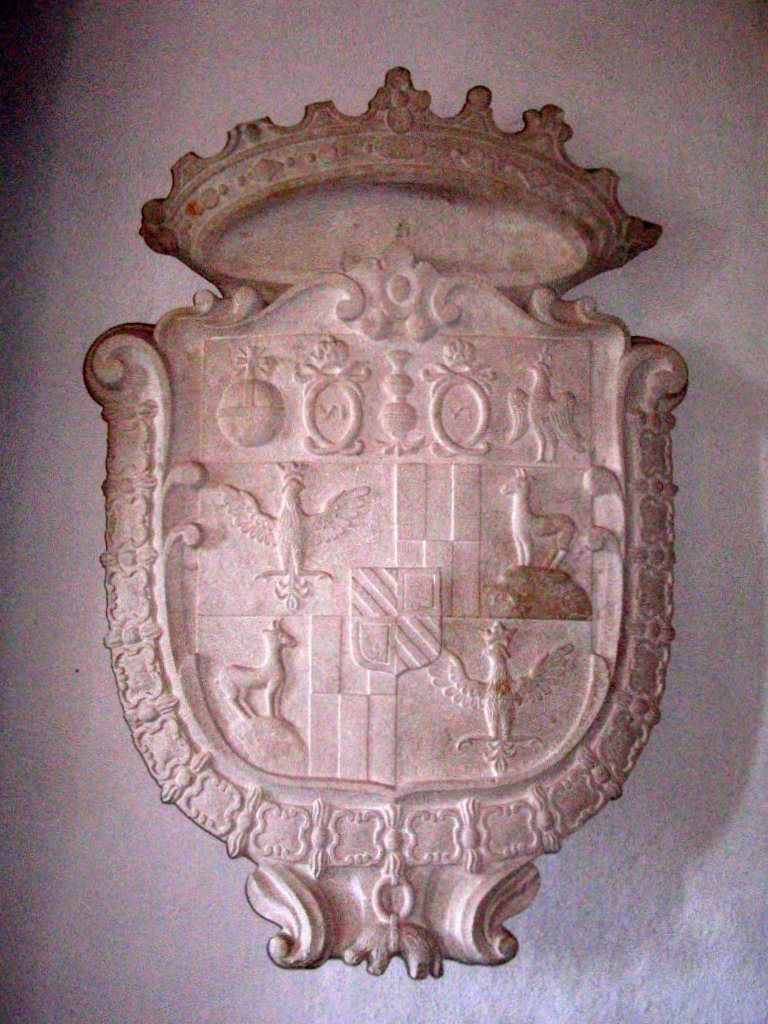
Cobenzl-Wappen an der heutigen Burg Predjama

Philipp Graf von Cobenzl (auch: Johann Philipp Graf Cobenzl, Johann Baptist Philipp Anton Maria) (* 28. März 1741 in Laibach; † 30. August 1810 in Wien) war ein österreichischer Staatsmann.

## Leben
Johann Philipp war das erste von fünf Kindern des k. k. Kämmerers Guidobald (auch Guido) Graf Cobenzl (* 1716 in Laibach; † 1797 in Görz), aus dem uradeligen Kärntner Adelsgeschlecht Cobenzl, und seiner 1739 ihm angetrauten Ehefrau Maria Anna Benigna, Gräfin von Montrichier (1720–1793); sein 1743 folgender Bruder Johann Ludwig Carl Graf Cobenzl wurde Dompropst in Eichstätt. Er wuchs auf der väterlichen Burg Lueg (heute Höhlenburg Predjama) auf.
Philipp Graf Cobenzl begleitete zusammen mit dem Grafen Joseph Colloredo-Mels den Kaiser Joseph II. auf seiner Frankreichreise vom 1. April bis 2. August 1777. Direkt im Anschluss reiste er als Gesandter nach Berlin, konnte aber den Eintritt Preußens in den Bayerischen Erbfolgekrieg nicht verhindern. 1779 schloss er den Frieden von Teschen ab, mit dem der Bayerische Erbfolgekrieg sein Ende fand. Er war von 1779 bis 1793 Vizestaatskanzler, ab Ende 1792 als Nachfolger von Kaunitz Staatskanzler. Cobenzl musste die Leitung der Staatskanzlei schon Ende März 1793 an Franz Maria von Thugut wegen Misserfolge bei der 2. Teilung Polens abgeben. Nach seinem Rücktritt wurde er Kanzler für die italienischen Provinzen. Cobenzl war von 1801 bis 1805 Botschafter in Paris.

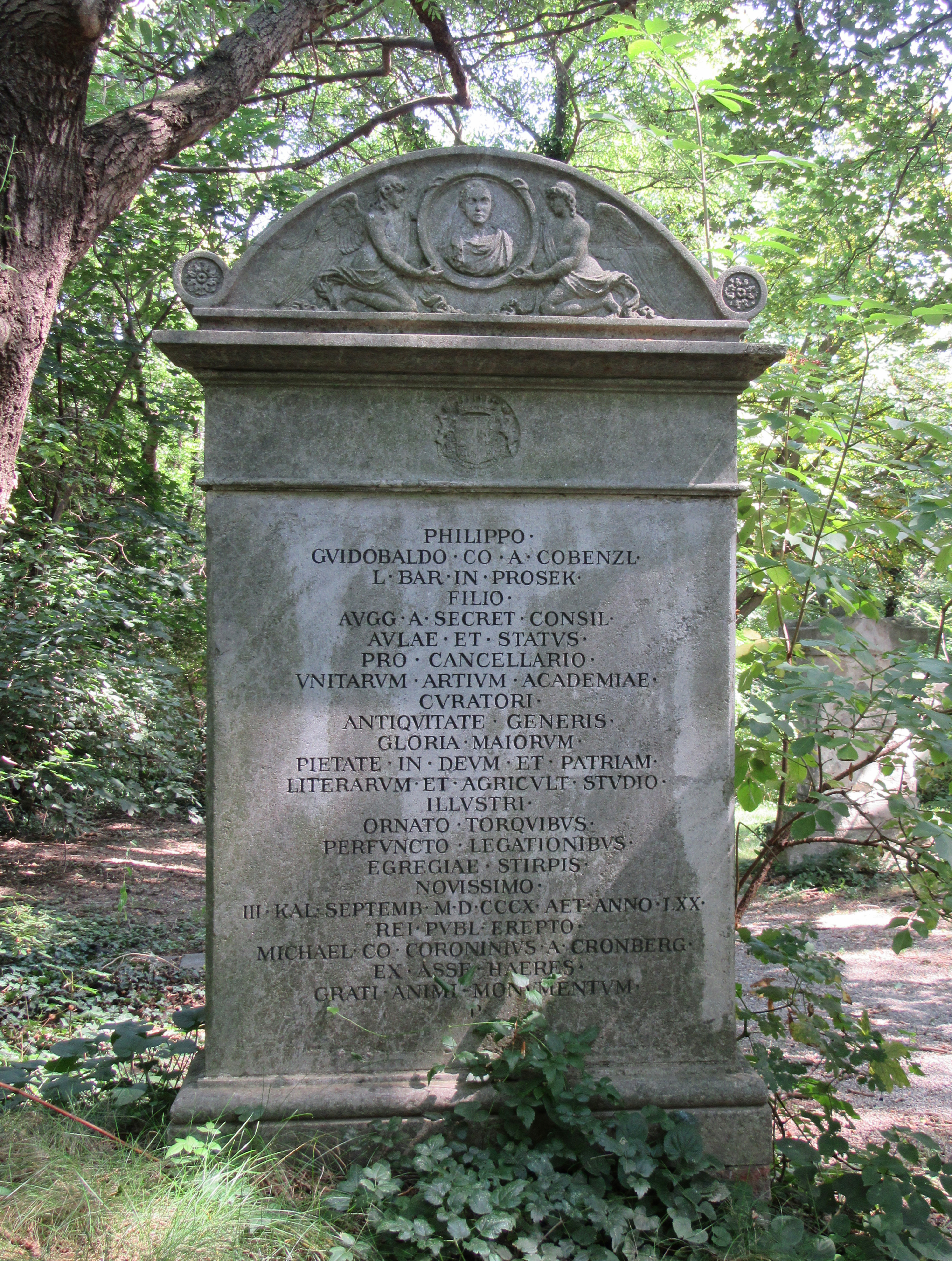
Grab von Philipp von Cobenzl auf dem Sankt Marxer Friedhof

1776 erwarb er ein Gelände auf dem Reisenberg und ließ die dort bestehenden Jesuitenhäuser zu einem Landhaus umbauen. Von den Zeitgenossen gerühmt wurde der von Cobenzl angelegte Garten im englischen Stil mit zahlreichen hölzernen Staffagebauten. Im Jahre 1809 wurden Teile der Anlage durch die französische  Armee zerstört. Im 19. Jahrhundert und zu Beginn des 20. Jahrhunderts wurde das einstige cobenzlsche Landhaus zu einem Schloss umgebaut. Ein späterer Bau ist heute als Schloss Cobenzl bekannt. Im 18. Jahrhundert nutzte der Graf den Ort, um zeitgenössische Künstler regelmäßig einzuladen. Darunter auch Wolfgang Amadeus Mozart, der sich von diesem Ort stark inspiriert fühlte.
Graf Johann Philipp von Cobenzl war der letzte seines Geschlechts. Er liegt auf dem Sankt Marxer Friedhof begraben.
Sein Cousin Johann Ludwig Graf Cobenzl war Gesandter an verschiedenen europäischen Höfen und von 1801 bis 1805 Außenminister der österreichischen Erblande.

## Ehrung
1792 wurde er Ritter des Ordens vom Goldenen Vlies.
Im Jahr 1894 wurde in Wien-Döbling (19. Bezirk) die Cobenzlgasse nach ihm benannt.